# Marion van Dorssen
Marion van Dorssen (* 22. Februar 1968) ist eine ehemalige niederländische Judoka. Sie war Weltmeisterschaftsdritte 1991 sowie Europameisterschaftsdritte 1989 und 1991.

## Sportliche Karriere
Marion van Dorssen kämpfte im Halbschwergewicht, der Gewichtsklasse bis 72 Kilogramm. Sie war 1987 niederländische Meisterin in der offenen Klasse sowie 1989 und 1990 im Halbschwergewicht.
1988 und 1989 belegte sie jeweils den dritten Platz beim Tournoi de Paris. Bei den Europameisterschaften 1989 in Helsinki bezwang sie im Viertelfinale die Spanierin Isabel Cortavitarte. Nach ihrer Halbfinalniederlage gegen die Schwedin Elisabeth Karlsson erkämpfte sie gegen die Italienerin Erica Baroncini eine Bronzemedaille. Bei den Weltmeisterschaften 1989 schied sie im Achtelfinale gegen Galina Nesterowa aus der Sowjetunion aus.
1990 unterlag Marion van Dorssen im Viertelfinale der Europameisterschaften in Frankfurt am Main Jelena Besowa aus der Sowjetunion. Mit zwei Siegen in der Hoffnungsrunde erreichte sie den Kampf um eine Bronzemedaille, diesen verlor sie dann gegen die Französin Laetitia Meignan. Im Jahr darauf traf sie bei den Europameisterschaften in Prag im Halbfinale auf Meignan und verlor. Den Kampf um Bronze gewann sie gegen die Britin Jane Morris. Zwei Monate später fanden in Barcelona die Weltmeisterschaften 1991 statt. Im Halbfinale unterlag van Dorssen der Südkoreanerin Kim Mi-jung, im Kampf um Bronze bezwang sie die Chinesin Leng Chunhui.
1992 belegte Marion van Dorssen bei den Dutch Open den dritten Platz, es gewann ihre Landsfrau Irene de Kok. Diese vertrat die Niederlande dann auch bei den Olympischen Spielen in Barcelona. 1993 schied Marion van Dorssen frühzeitig beim Tournoi de Paris aus. Danach endete ihre internationale Karriere.